# Sumpf-Magnolie
Die Sumpf-Magnolie (Magnolia virginiana) ist eine Pflanzenart aus der Gattung der Magnolien. Sie wächst als Strauch oder kleiner bis mittelgroßer Baum und stammt aus dem südöstlichen Nordamerika, wo sie „sweetbay“ (wörtlich etwa „Duftlorbeer“) genannt wird. Als erste Magnolien-Art wurde sie 1688 nach Europa eingeführt und wird auch heute noch gelegentlich als Ziergehölz kultiviert.

## Beschreibung

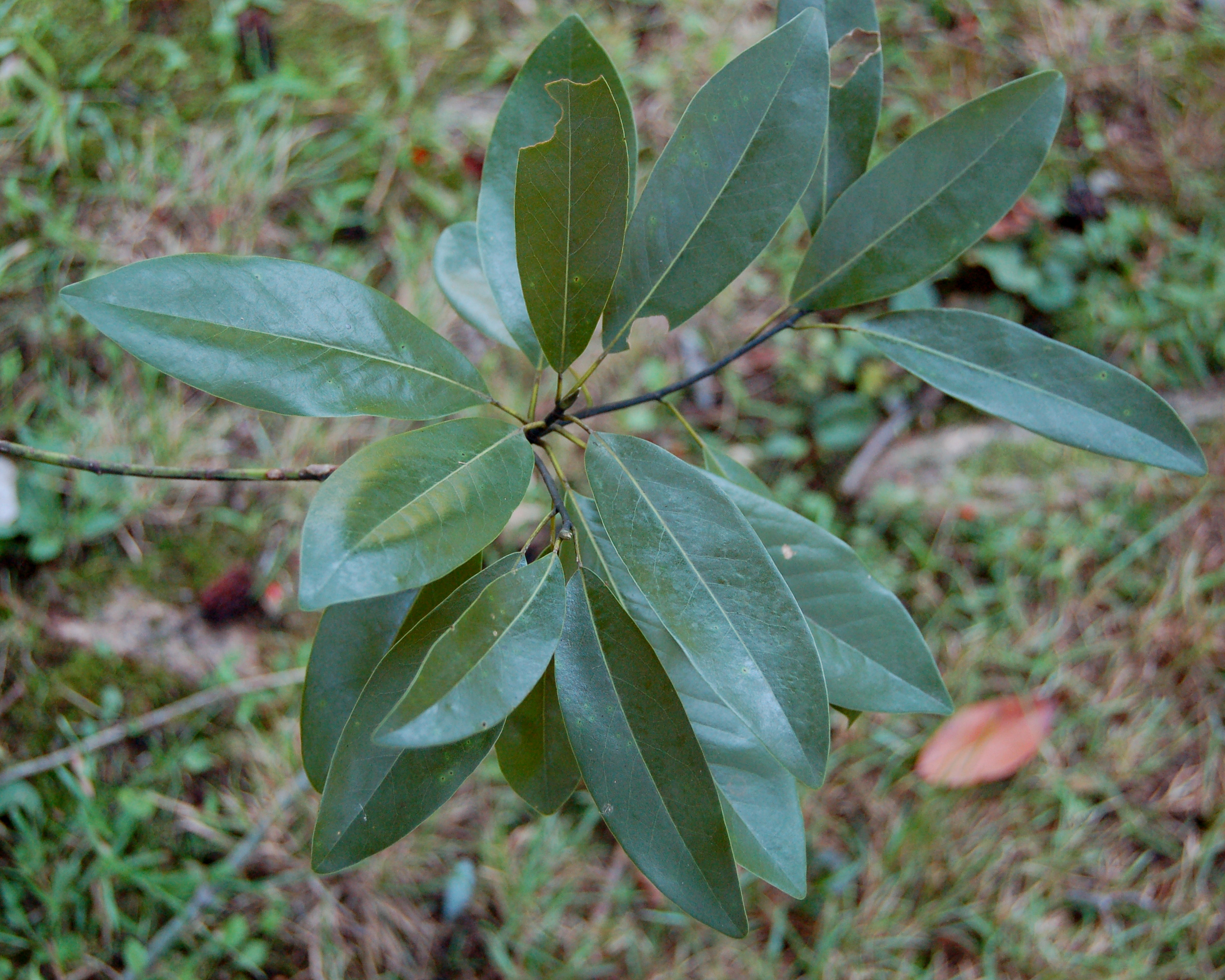
Blätter der Sumpf-Magnolie (Magnolia virginiana)

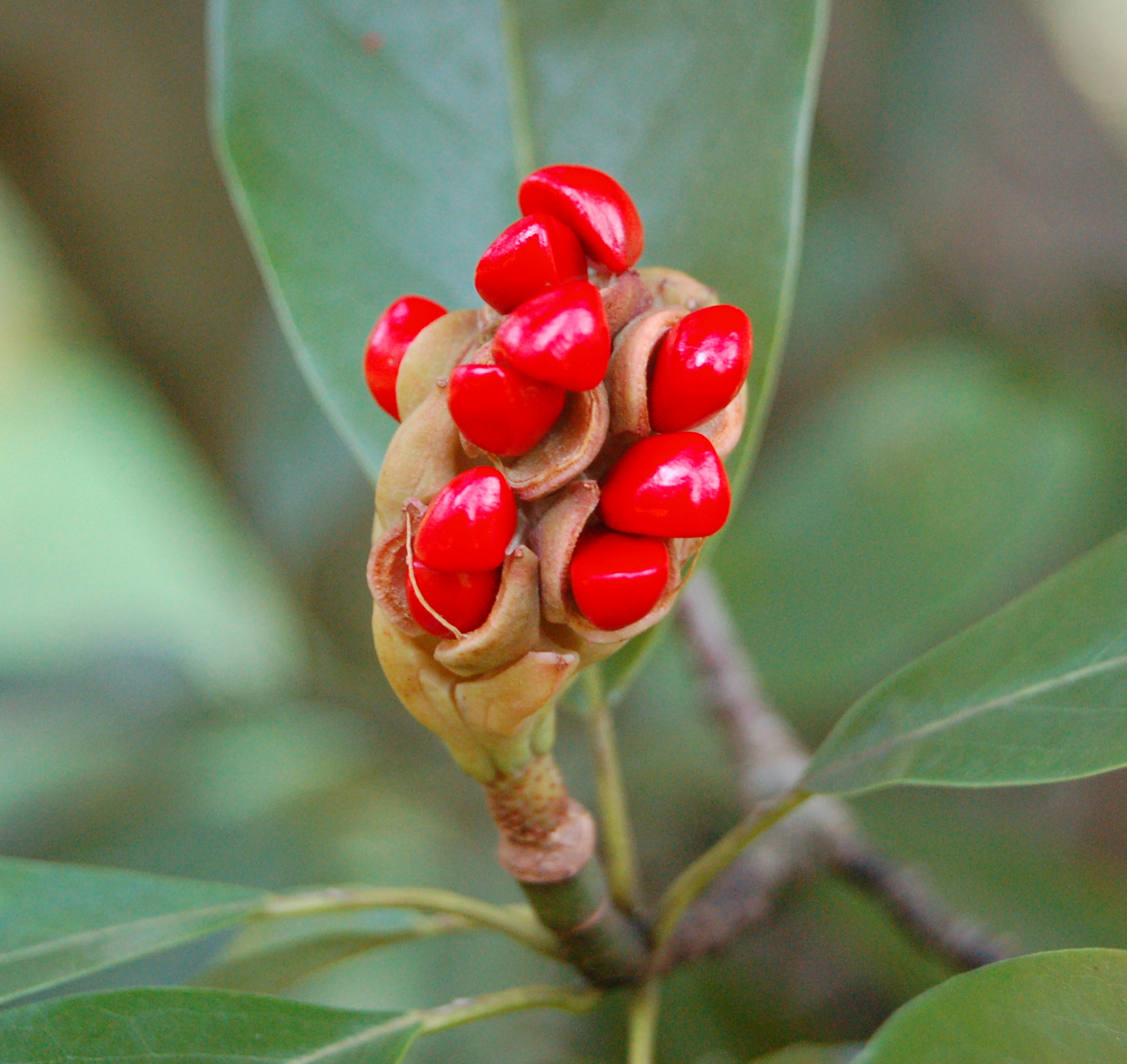
Fruchtstand mit reifen Samen

Die Sumpf-Magnolie wächst im Norden ihres Verbreitungsgebiets als mehrstämmiger, laubabwerfender Strauch mit Wuchshöhen von 1 bis 2 Metern, während sie weiter südlich immergrün bleibt, schmal baumförmig wächst und bis zu 28 Meter Wuchshöhe erreicht. Die glatte Rinde ist dunkelgrau, junge Zweige und Knospen sind meist weich behaart.
Die wechselständigen, leicht ledrigen Laubblätter sind oberseits matt oder glänzend grün, unterseits weißlich und manchmal behaart. Die Blattgröße ist recht variabel und schwankt zwischen 6 und 22 Zentimeter Länge sowie 3 bis 7 Zentimeter Breite. Die Blattform ist länglich-elliptisch oder verkehrt-eiförmig und mit abgerundetem oder stumpfem bis rundspitzigem Ende. Der Blattstiel ist 1,5 Zentimeter lang, es sind Nebenblätter vorhanden.
Die Blütenknospen werden von zwei knospenschuppenartigen Hochblättern umfasst, wovon das äußere weich behaart ist. Die 5 bis 8 Zentimeter großen Blüten öffnen sich verteilt über einen längeren Zeitraum im Laufe des Frühsommers und duften. Sie stehen am Ende der Zweige. Die drei äußeren Tepalen sind grünlich und zurückgebogen, die sechs bis neun inneren sind cremefarben bis weiß, anfangs kelchförmig geschlossen und später waagrecht abstehend. Etwa 60 bis 90 Staubblätter und 20 bis 40 Stempel befinden sich im Zentrum der Blüte. Die Staubblätter sind 0,5 bis 1 Zentimeter lang mit weißen Staubfäden. Aus der Blüte entsteht ein zapfenartiger Fruchtstand (Sammelbalgfrucht, Follicetum), eiförmig bis rundlich, 3 bis 5 Zentimeter lang und braun gefärbt. Die einzelnen Samen sind etwa 5 Millimeter groß, die Sarkotesta ist rot gefärbt. Bei der Reife hängen sie für kurze Zeit an einem dünnen Faden (Funiculus) aus der Balgfrucht heraus. Die Keimung findet erst im darauffolgenden Frühjahr statt.

## Verbreitung und Standort
Diese Magnolien-Art stammt aus dem südöstlichen Nordamerika, entlang der Atlantikküste und am Golf von Mexiko. Es ist eine Pflanze der Küstenebene, sie steigt selten höher als 100 Meter, ausnahmsweise bis auf 500 Meter. Nordwärts reicht die Verbreitung bis nach Long Island, im Süden bis Florida und westwärts bis nach Texas. Auch in Kuba kommt sie vor. Die Sumpf-Magnolie hat somit das größte Verbreitungsgebiet aller nordamerikanischen Magnolien. Häufig ist sie in den Staaten Alabama, Georgia, Florida und South Carolina.
Die Standorte, an denen Magnolia virginiana wächst, besitzen ganzjährig feuchte Böden, der Jahresniederschlag liegt zwischen 1200 und 1600 mm. Allerdings kommt sie nicht, wie der Name vermuten lässt, in staunassen Sümpfen vor, toleriert aber zeitweise Überflutung. Der pH-Wert der besiedelten Böden liegt im sauren Bereich.

## Ökologie
Häufig ist die Sumpf-Magnolie mit dem Rot-Ahorn (Acer rubrum), dem Amerikanischen Amberbaum (Liquidambar styraciflua), mit dem Wald-Tupelobaum (Nyssa sylvatica) und den Eichenarten Quercus nigra und Quercus laurifolia vergesellschaftet. Auch die Immergrüne Magnolie hat ein weitgehend gleiches Verbreitungsgebiet. Im Unterwuchs wachsen verschiedene Ilex-Arten (Ilex opaca, Ilex cassine, Ilex coriacea, Ilex glabra), die Sträucher Cornus stricta, Myrica cerifera, Itea virginica, Sorbus arbutifolia, Clethra alnifolia sowie der Bambus Arundinaria tecta.
Da die Jungpflanzen der Sumpf-Magnolie auch im Halbschatten und unter der Konkurrenz anderer Bäume aufwachsen können, bleibt sie auch langfristig in geschlossenen Wäldern erhalten. Andererseits überstehen ausgewachsene Bäume die Einwirkung von Waldbränden verhältnismäßig gut, auch über Samen werden offene Flächen schnell besiedelt. Deshalb findet man die Sumpf-Magnolie in allen Stadien der Sukzession, wenn auch selten als dominante Baumart.
Die Blätter werden gerne von Weißwedelhirschen und auch von Kühen gefressen. Die Samen werden oft von Grauhörnchen gefressen, sowie von der Weißfußmaus (Peromyscus leucopus), vom Truthuhn, Wachteln und anderen Vögeln.
Die Blüten werden hauptsächlich von Käfern bestäubt.
Die Blätter werden häufig von Pilzkrankheiten befallen, so etwa von Mycosphaerella milleri und M. glauca. Die Blüten werden von dem auf die Sumpf-Magnolie beschränkten Pilz Sclerotinia gracilipes besiedelt. Geschwächte Bäume sind der Lebensraum des Käfers Xyleborus affinis, der das Holz mit dem Pilz Cephalosporium pallidum infiziert.

## Verwendung
Aufgrund der duftenden, großen Blüten wird die Sumpf-Magnolie als Ziergehölz verwendet. Dabei sind südliche Herkünfte zwar wegen des aufrechten Wuchses und der immergrünen Blätter beliebt, allerdings weniger frosthart. Die Art ist auch in Europa in Baumschulen erhältlich, in den USA sind gelegentlich einige Sorten zu sehen:
- 'Henry Hicks' – immergrün und doch frosthart, schmale, dichte Krone.
- 'Satellite' – immergrün, relativ frosthart, Blüten groß, cremefarben, stark duftend.

Hybriden mit einer Reihe anderer Magnolien-Arten wurden durchgeführt:
- Magnolia × thompsoniana 'Urbana' – Magnolia tripetala × Magnolia virginiana, die erste bekannte Magnolien-Hybride, 1808 in England entstanden.
- 'Porcelain Dove' – entstanden aus Magnolia globosa × Magnolia virginiana.
- Die sogenannten „Freeman-Hybriden“, Hybriden aus Magnolia grandiflora × Magnolia virginiana.
- 'Nimbus' – Magnolia hypoleuca × Magnolia virginiana.

Das aromatische, mittelschwere Holz ist nicht beständig, gut bearbeitbar, relativ weich und wird hauptsächlich für die Herstellung von Furnier oder auch für Möbeln benutzt.
Von den Houma-Indianern wird eine Verwendung der Blätter und Zweige als Medizin berichtet, die Rappahannock-Indianer nutzten Blätter und Rinde als Droge.

## Systematik

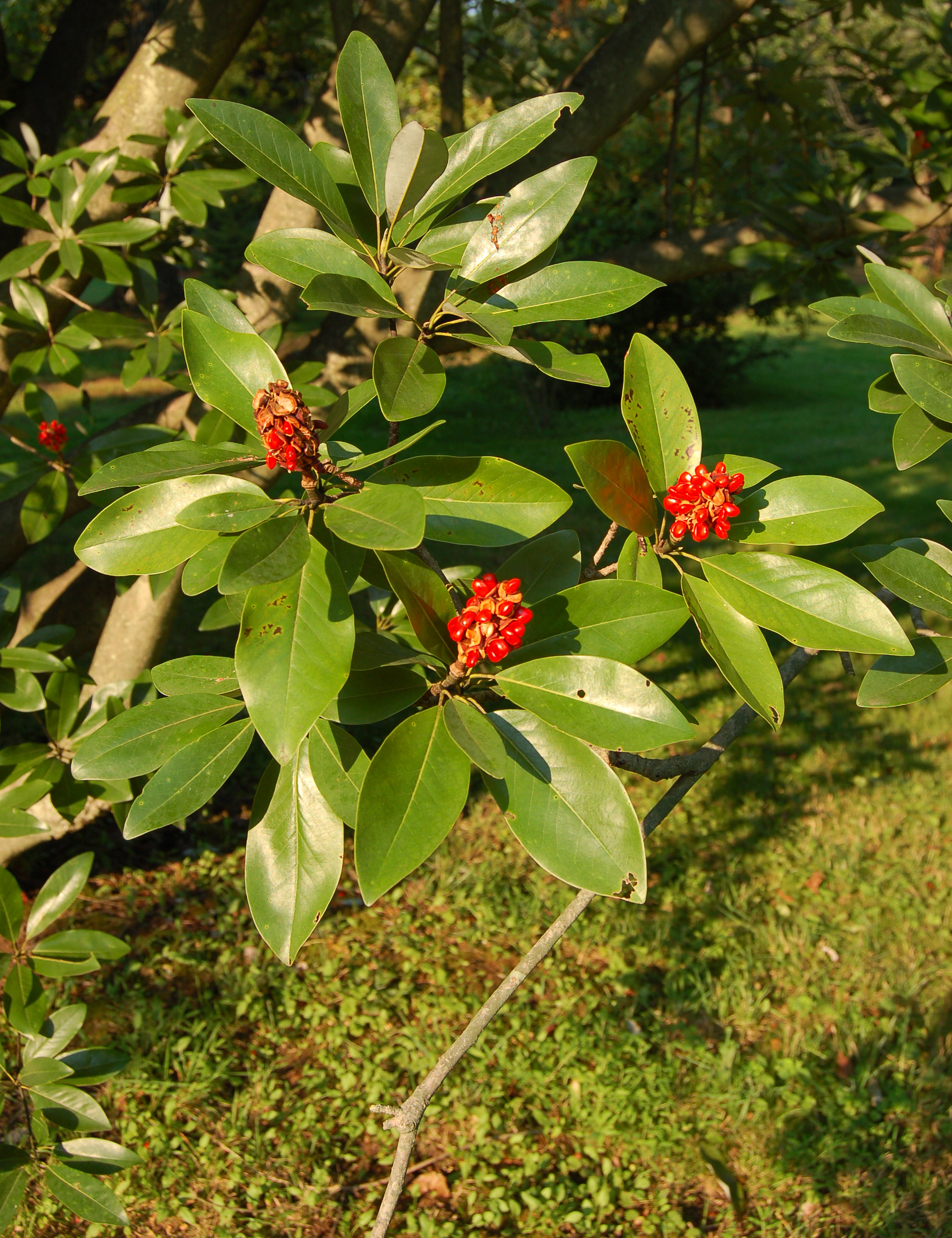
Fruchtender Zweig der Sumpf-Magnolie (Magnolia virginiana)

Innerhalb der Gattung Magnolia wird die Sumpf-Magnolie in die Untergattung Magnolia und dort in die Sektion Magnolia eingeordnet. Nächste Verwandte sind eine Reihe weiterer Nord- und Mittelamerikanischer Magnolien-Arten, wie die Immergrüne Magnolie.
Der Name virginiana wurde von Carl von Linné vergeben, der die Pflanze 1753 beschrieb. Der Name bezieht sich auf den Fundort an der Ostküste Nordamerikas, damals über die Grenzen des heutigen Bundesstaates hinaus „Virginia“ genannt. Es ist die Typus-Art der gesamten Gattung Magnolia.
Aufgrund der unterschiedlichen Wuchsformen im Verbreitungsareal wird häufig eine Unterart Magnolia virginiana subsp. australis (Sarg.) A.E.Murray oder Varietät Magnolia virginiana var. australis Sarg. unterschieden, die die südlichen Vorkommen mit baumförmigem Wuchs und immergrünen Blättern umfasst. Allerdings gibt es eine breite Übergangszone (etwa von North Carolina bis Florida gelegen), in der ein allmählicher Übergang von einer Form zur anderen erfolgt. Eine eindeutige Abtrennung zweier Unterarten ist dort nicht möglich. Daher ist die Einstufung als Varietät vorzuziehen.
2008 wurde aber eine neue Unterart aus Kuba beschrieben, man kennt daher noch zwei weitere Unterarten:
- Magnolia virginiana subsp. oviedoae Palmarola, M.S.Romanov & A.V.Bobrov: Kuba[2]
- Magnolia virginiana subsp. virginiana: Sie kommt in den östlichen Vereinigten Staaten vor.[2]